# Procordulia astridae
Procordulia astridae – gatunek ważki z rodziny szklarkowatych (Corduliidae).